# Хухеморьт
Хухеморьт (монг. Хөхморьт) — сомон аймака Говь-Алтай в юго-западной части Монголии, площадь которого составляет 6 314 км². Численность населения по данным 2009 года составила 2 461 человек.
Центр сомона — посёлок Сайн Уст, расположенный в 210 километрах от административного центра аймака — города Алтай и в 1211 километрах от столицы страны — Улан-Батора.

## География
Сомон расположен в юго-западной части Монголии на границе с аймаком Баян-Уул. На территории Хухеморьта располагаются горный массив Хасагт-Хайрхан, протекает река Завхан.
Из полезных ископаемых в сомоне встречаются химическое и строительное сырье.

## Климат
Климат резко континентальный. Средняя температура января -20 градусов, июля +16-20 градусов. Ежегодная норма осадков 60-100 мм.

## Фауна
Животный мир Хухеморьта представлен косулями, зайцами, тарбаганами.

## Инфраструктура
В сомоне есть школа, больница.